# نیا پروپونتیدا
نیا پروپونتیدا (به لاتین: Nea Propontida) یک شهرستان در یونان است که در مقدونیه مرکزی واقع شده‌است.